# 大澤孝
大澤 孝（おおさわ たかし）は、日本の歴史学者。大阪大学教授。専門は古代トルコ史で、ユーラシア草原各地に所在する古代テュルク時代の碑文遺跡に基づいて、古代テュルク系遊牧民の歴史文化研究を行っている。

## 経歴
金沢大学法文学部東洋史学科で学び、1984年に卒業。 北海道大学大学院文学研究科に進み、1993年に修了。
1994年より 国立民族学博物館共同研究員。1996年、 大阪外国語大学助教授に就いた。2004年からは大阪大学文学部アジア・アフリカ諸語非常勤講師としてトルコ語も担当。2007年に大阪外国語大学が大阪大学と統合したことから、大阪大学世界言語研究センター准教授となった。2009年、世界言語研究センター教授に昇格。2012年より大阪大学大学院言語文化研究科教授。

## 研究内容・業績
専門は古代テュルク系民族の歴史、文化史。突厥の起源地であるエニセイ川流域やモンゴルでの古代遺跡と突厥碑文の調査で知られる。
古代トルコ語碑文と遺跡の調査
- モンゴル国の碑文遺跡調査プロジェクトに参加[2]。
- 2013年に、大阪大学とモンゴル科学アカデミー（英語版）考古学研究所との共同調査において、モンゴル東部に位置するドンゴイン・シレー遺跡を調査し、古代トルコ文字で書かれた新たな碑文を発見した[3]。2015年からは同遺跡を発掘調査し、トルコ文字が刻まれた大型石碑が14本も立っていた特殊な遺跡であることを報告している[4][5]。この調査は、古代トルコの勢力がモンゴル東部まで及んでいた事を示す大発見であった。

## 受賞・栄典
- 2004年：2004年度三島海雲記念財団学術奨励賞。

## 著作
書籍論文
- 「突厥碑文『歴史と地理』721, 2019年, 37-45頁.
- 「西突厥におけるソグド人」『アジア遊学』175, 2014年, 勉誠出版, 234-260頁.

雑誌論文
- 「テュルク研究への新視点：新疆イリ河流域のソグド語銘文石人について：突厥初世の王統に関する一資料」『国立民族学博物館研究報告』20,327-378頁doi.
- 「南シベリア、サヤン・アルタイ地方の岩絵銘文の調査覚え書き」『史朋』48, 2015年, 1-34頁.
- 「ホル・アスガト碑銘再考」『内陸アジア言語の研究』25, 2010年, 1-73頁PDF.
- 「近年におけるビルゲ可汗遺跡の発掘調査と亀石・碑文の方位からみた対唐関係」『史朋』39, 2008年, 14-38頁.
- 「追悼文 佐口透先生の思い出」『北陸史学』56, 北陸史学会, 2012年、94-96頁.
- 「イフ・ボラギーン・ウンドゥル・ドブジョーの調査 (2019年度試掘調査)」『金大考古』80, 2021年, 94-130頁doi.
- 「クトルグ可汗の遺跡の複合施設と碑石(国際テュルク・アカデミー・モンゴル科学アカデミー考古学研究所“ノムゴン2019、2022”共同調査隊による予備的報告)」『金大考古』82, 2023年, 65-71頁doi.